# Браян Кренстон
Браян Лі Кренстон (англ. Bryan Lee Cranston; нар. 7 березня 1956, Канога Парк, Каліфорнія, США) — американський актор, сценарист і режисер. Здобув популярність за другорядну роль стоматолога Тіма Вейтлі у ситкомі «Сайнфелд», і є відомішим завдяки ролі Гела у серіалі «Малкольм у центрі уваги» та Волтера Вайта у серіалі «Пуститися берега». Кренстон отримував премію «Еммі» в номінації «Найкращий актор драматичного серіалу» три роки поспіль за серіал «Пуститися берега». Актор також відомий за другорядними ролями у фільмах «Арго», «Драйв», «Врятувати рядового Раяна» та «Маленька міс Щастя».

## Біографія
Кренстон народився в Канога Парк, Каліфорнія у сім'ї актриси радіо Пеггі Селл (англ. Peggy Sell) та Джозефа Кренстона (англ. Joseph L. «Joe» Cranston) — актора та голлівудського продюсера. У актора присутні німецькі та ірландські корені (одна з його прабабусь була родом з графства Клер, Ірландія). Значну роль у його вихованні зіграли його бабуся і дідусь, які жили на своїй фермі та займались птахівництвом. Кренстон виріс в Лос-Анджелесі, закінчив Середню школу Канога Парк (англ. Canoga Park High School) та отримав диплом про закінчення Лос-Анджелеського коледжу (англ. Los Angeles Valley College).

## Особисте життя
З 1977 по 1982 рік Кренстон був одружений з письменницею Міккі Міддлтон. Також з 8 липня 1989 року він одружився з Робін Діарден, з якою він познайомився на знімальному майданчику серіалу «Повітряний вовк», та у них є дочка Тейлор Діарден Кренстон (12 лютого 1993).
Кренстон є великий шанувальник бейсболу, з давніх часів вболіває за команди «Філадельфія Філліз» і «Лос-Анджелес Доджерс».
У квітні 2014 року Кренстон виступив на бродвейських змаганнях по боротьбі зі СНІДом на Великдень за участі Ідіни Мензел, Френ Дрешер і Дензела Вашингтона, зібравши пожертвування на своєму бродвейському шоу «All the Way».

## Фільмографія

### Фільми
| Рік  | Фільм                                          | Роль                       | Примітки                                        |
| ---- | ---------------------------------------------- | -------------------------- | ----------------------------------------------- |
| 1987 | Королівський десант                            | Matti Tohn                 | Англійський дубляж японського фільму            |
| 1987 | Амазонки на Місяці                             | Paramedic #1               |                                                 |
| 1988 | The Big Turnaround                             | Unknown                    |                                                 |
| 1990 | Corporate Affairs                              | Darren                     |                                                 |
| 1991 | Dead Space                                     | Darden                     |                                                 |
| 1994 | Erotique                                       | Dr. Robert Stern           |                                                 |
| 1994 | Невинно чиста пам'ять                          | Club official              |                                                 |
| 1994 | Macross Plus                                   | Isamu Alva Dyson           | Англійський дубляж японського фільму            |
| 1994 | The Companion                                  | Alan                       | Direct to video release                         |
| 1994 | Вуличний боєць II: Анімаційний фільм           | Філ Вільямс                | Англійський дубляж японського фільму            |
| 1996 | Time Under Fire                                | Braddock                   |                                                 |
| 1996 | Те, що ти робиш!                               | Virgil ‘Gus’ Grissom       | Вірджил Гріссом                                 |
| 1996 | Street Corner Justice                          | Father Brophy              |                                                 |
| 1997 | Strategic Command                              | Phil Hertzberg             |                                                 |
| 1997 | Armitage III                                   | Eddie Borrows              | Англійський дубляж японського фільму            |
| 1998 | Врятувати рядового Раяна                       | War Department Colonel     |                                                 |
| 1999 | Last Chance                                    | Lance                      | Також режисер, продюсер та сценарист            |
| 2000 | The Big Thing                                  | Roberto Montalban          |                                                 |
| 2000 | Ramayana: The Legend of Prince Rama            | Ram                        | Англійський дубляж японо-індонезійського фільму |
| 2000 | Terror Tract                                   | Ron Gatley                 |                                                 |
| 2001 | Одного разу вночі                              | Нік Ріглі                  | ТБ; оригінальний фільм Disney Channel           |
| 2004 | Seeing Other People                            | Peter                      |                                                 |
| 2004 | Illusion                                       | David                      |                                                 |
| 2005 | Magnificent Desolation: Walking on the Moon 3D | Buzz Aldrin                |                                                 |
| 2006 | Маленька міс Щастя                             | Stan Grossman              |                                                 |
| 2006 | Intellectual Property                          | CSE Radio Host             |                                                 |
| 2007 | Hard Four                                      | Bryce Baxter               |                                                 |
| 2009 | Love Ranch                                     | TBA                        | На монтажі                                      |
| 2009 | Red Tails                                      | Major William Mortamus     | На монтажі                                      |
| 2011 | Драйв                                          | Шенон                      |                                                 |
| 2011 | Ларрі Краун                                    | Дін Тено                   |                                                 |
| 2011 | Зараза                                         | Лайл Геґґерті              |                                                 |
| 2011 | Вчитель на заміну                              | Річард Дірден              |                                                 |
| 2012 | Мадагаскар 3                                   | Російський тигр Віталій    |                                                 |
| 2012 | Пригадати все                                  | Вайлос Когааґен            |                                                 |
| 2012 | Рок на віки                                    | Майк Уітмор                |                                                 |
| 2012 | Джон Картер: між двох світів                   | Пауел                      |                                                 |
| 2012 | Арго                                           | Джек О'Донелл              |                                                 |
| 2013 | Seth Rogen — Worst Person in the World         |                            | Короткометражка, вийшов на відео                |
| 2013 | Writer's Block                                 | Дін                        | Короткометражка                                 |
| 2013 | Cold Comes the Night                           | Топо                       |                                                 |
| 2014 | Ґодзілла                                       | Джо Броуді                 |                                                 |
| 2014 | Get a Job                                      | Роджер Девіс               |                                                 |
| 2015 | Трамбо                                         | Далтон Трамбо              |                                                 |
| 2016 | Панда Кунг-Фу 3                                | батько По                  | мультфільм                                      |
| 2016 | Афера під прикриттям                           | Роберт Мазур / Боб Мюселла |                                                 |
| 2016 | Чому він?                                      | Нед Флемінг                |                                                 |
| 2016 | У всьому винен єнот                            | Говард Вейкфілд            |                                                 |
| 2017 | Могутні рейнджери                              | Зордон                     |                                                 |
| 2018 | Острів собак                                   | Шеф, вождь собак           | анімаційний                                     |
| 2019 | Ель Каміно                                     | Волтер Вайт                |                                                 |
| 2020 | Айван, єдиний і неповторний                    | Мак                        |                                                 |
| 2023 | Місто астероїдів                               | телеведучий                |                                                 |
| 2024 | Арґайл                                         | Ріттер                     |                                                 |
| 2025 | Фінікійська схема                              | Рейган                     |                                                 |

### Телесеріали
| Рік            | Серіал                                                        | Роль                                               | Примітки |
| -------------- | ------------------------------------------------------------- | -------------------------------------------------- | --- |
| 1982           | CHiPs                                                         | Billy Joe                                          | Епізод 6.9: «Return to Death's Door»                                                                          |
| 1983—1985      | Loving                                                        | Douglas «Doug» Donovan                             | Головна роль                                                                                                  |
| 1985           | Cover Up                                                      | Frank Lawler/Tommy Maynard                         | Епізод 1.17: «Who's Trying to Kill Miss Globe?»                                                               |
| 1985           | One Life to Live                                              | Dean Stella                                        | |
| 1986           | Airwolf                                                       | Robert Hollis                                      | Епізод 3.17: «Desperate Monday»                                                                               |
| 1986           | North And South                                               | Colonel Austin                                     | Епізод 1.6 |
| 1986 1990 1996 | Murder, She Wrote                                             | Brian East Jerry Wilber Parker Foreman             | Епізод 2.20: «Menace, Anyone?» Епізод 6.12: «Good-Bye Charlie» Епізод 12.17: «Something Foul in Flappieville» |
| 1987           | Hill Street Blues                                             | Unknown                                            | Епізод 7.21: «A Pound of Flesh»                                                                               |
| 1987           | The Return of the Six-Million-Dollar Man and the Bionic Woman | Dr. Shepherd                                       | |
| 1987 1991      | Matlock                                                       | Brian Emerson Dr. Harding Fletcher                 | Епізод 2.11: «The Gift» Епізод 6.4: «The Marriage Counselor»                                                  |
| 1988           | Raising Miranda                                               | Uncle Russell                                      | Знявся в 9 епізодах                                                                                           |
| 1989           | Falcon Crest                                                  | Martin Randall                                     | Епізод 8.18: «Enquiring Minds»                                                                                |
| 1989           | I Know My First Name Is Steven                                | Officer Dickenson                                  | Мінісеріал |
| 1989           | Baywatch                                                      | Tom Logan                                          | Епізод 1.8: «Cruise Ship»                                                                                     |
| 1990           | Hull High                                                     | Mr. McConnell                                      | Епізод 1.8 |
| 1990           | Jake and the Fatman                                           | Lyle Wicks/Miller                                  | Епізод 4.3: «Exactly Like You»                                                                                |
| 1991           | The Flash                                                     | Philip 'Mark' Moses                                | Епізод 1.13: «Be My Baby»                                                                                     |
| 1991           | Dead Silence                                                  | Professor Harris                                   | Телесеріал |
| 1992           | L.A. Law                                                      | Unknown                                            | Епізод 6.11: «All About Sleaze»                                                                               |
| 1993           | Moldiver                                                      | Launch Control Center Technician Additional voices | Англійський дубляж японського серіалу                                                                         |
| 1993           | The Disappearance of Nora                                     | Unknown                                            | Телесеріал |
| 1993           | Prophet of Evil: The Ervil LeBaron Story                      | Unknown                                            | Телесеріал |
| 1993           | Mighty Morphin Power Rangers                                  | Voice of Snizard Voice of Twinman                  | Епізод 1.14: «Foul Play in the Sky» Епізод 1.38: «A Bad Reflection on You»                                    |
| 1993           | Super Dimension Century Orguss 02                             | Imperial Officer                                   | Англійський дубляж японських серій                                                                            |
| 1994           | Armitage III                                                  | Eddie Borrows                                      | Англійський дубляж японських серій                                                                            |
| 1994           | Men Who Hate Women & the Women Who Love Them                  | David                                              | Телесеріал |
| 1994           | Days Like This                                                | Benny                                              | Телесеріал |
| 1994           | Tekkaman Blade                                                | Sgt. Miles O'Rourke                                | Англійський дубляж японських серій                                                                            |
| 1994           | Viper                                                         | Garrett Berlin                                     | Епізод 1.9: «Wheels of Fire»                                                                                  |
| 1994           | Walker, Texas Ranger                                          | Hank                                               | Епізод 2.18: «Deadly Vision»                                                                                  |
| 1994—1997      | Seinfeld                                                      | Dr. Tim Whatley                                    | Знявся в 5 епізодах                                                                                           |
| 1995           | Extreme Blue                                                  | Ned Landry                                         | Телесеріал |
| 1995           | Kissing Miranda                                               | Special Agent Falsey                               | Телесеріал |
| 1995           | Touched by an Angel                                           | Dr. Tom Bryant                                     | Епізод 1.11: «The Hero»                                                                                       |
| 1995           | Brotherly Love                                                | Russell Winslow                                    | Епізод 1.2: «Such a Bargain»                                                                                  |
| 1995           | Land's End                                                    | Matt McCulla                                       | Епізоди 1.1 and 1.2: «Land's End» Parts 1 and 2                                                               |
| 1995           | Nowhere Man                                                   | Sheriff Norman Wade                                | Епізод 1.8: «The Alpha Spike»                                                                                 |
| 1996           | Eagle Riders                                                  | Joe Thax                                           | Дубляж японських серій                                                                                        |
| 1996           | The Louie Show                                                | Curt Sincic                                        | Епізод 1.1: «Take Two Donuts and Call Me in the Morning»                                                      |
| 1996           | The Rockford Files: Punishment and Crime                      | Patrick Dougherty                                  | Телесеріал |
| 1996 1998      | Diagnosis Murder                                              | Walter Mason Martin Rutgers                        | Епізод 3.10: «Living on the Streets Can Be Murder» Епізод 6.5: «Blood Will Out»                               |
| 1997           | Moloney                                                       | Unknown                                            | Епізод 1.12: «Clarity Begins at Home»                                                                         |
| 1997           | Babylon 5                                                     | Ericsson                                           | Епізод 4.5: «The Long Night»                                                                                  |
| 1997           | Dogs                                                          | Unknown                                            | |
| 1997           | Goode Behavior                                                | Record executive                                   | Епізод 1.20: «Goode Music»                                                                                    |
| 1997           | Сабріна — маленька відьмочка                                  | Witch Lawyer                                       | Епізод 1.24: «Troll Bride»                                                                                    |
| 1997           | Pearl                                                         | Isaac Perlow                                       | Епізод 1.21: «My So-Called Real Life»                                                                         |
| 1997           | Total Security                                                | Jason Nichols                                      | Епізод 1.10: «Wet Side Story»                                                                                 |
| 1997           | Alright Already                                               | Robert                                             | Епізод 1.3: «Again with the Pilot»                                                                            |
| 1998           | Brooklyn South                                                | IAB Lt. Gordon Denton                              | Епізод 1.11: «Gay Avec» and 1.15: «Fisticuffs»                                                                |
| 1998           | From the Earth to the Moon                                    | Buzz Aldrin                                        | Мінісеріал |
| 1998           | V.I.P.                                                        | Colt Arrow                                         | Епізод 1.1: «Beats Working at a Hot Dog Stand»                                                                |
| 1998           | Цілком таємно                                                 | Patrick Crump                                      | Епізод 6.2: «Drive»                                                                                           |
| 1998           | Chicago Hope                                                  | Ісус                                               | Епізод 5.9: «Tantric Turkey»                                                                                  |
| 1998           | Working                                                       | Larry Prince                                       | Епізод 2.8: «The Consultant»                                                                                  |
| 1998           | Honey, I Shrunk the Kids: The TV Show                         | Ronald 'Cheesy' Meezy                              | Епізод 2.11: «Honey, I'm the Sorcerer's Apprentice»                                                           |
| 1999           | 3rd Rock from the Sun                                         | Neil Diamond impersonator                          | Епізод 4.14: «Paranoid Dick»                                                                                  |
| 1999           | Притворщик                                                    | Neil Roberts                                       | Епізод 3.16: «PTB»                                                                                            |
| 1999—2001      | The King of Queens                                            | Tim                                                | Знявся в 4 епізодах                                                                                           |
| 2000—2001      | Clerks: The Animated Series                                   | Additional voices                                  | Знявся в 3 епізодах                                                                                           |
| 2000—2006      | Малкольм у центрі уваги                                       | Хел                                                | Головний герой у всіх серіях серіалу                                                                          |
| 2001           | The Santa Claus Brothers                                      | Santa Claus                                        | Телесеріал |
| 2003           | National Lampoon's Thanksgiving Family Reunion                | Woodrow Snider                                     | Телесеріал |
| 2003           | Ліло і Стіч                                                   | Mr. Jameson                                        | Епізод 1.25: «Nosy: Experiment #199»                                                                          |
| 2005           | American Dad!                                                 | Publisher                                          | Епізод 1.15: «Star Trek»                                                                                      |
| 2006           | Special Unit                                                  | N/A                                                | Режисер |
| 2006           | Big Day                                                       | N/A                                                | Режисер епізоду 1.5: «Stolen Vows»                                                                            |
| 2006—2007      | Як я зустрів вашу маму                                        | Hammond Druthers                                   | Епізод 2.6: «Aldrin Justice» and 2.13: «Columns»                                                              |
| 2007           | Fallen                                                        | Lucifer The Light Bringer                          | Мінісеріал |
| 2008           | Гріфіни                                                       | Himself/Hal                                        | Епізод 4.21: «I Take Thee Quagmire»                                                                           |
| 2008-2012      | Пуститися берега                                              | Волтер Вайт                                        | Головний герой у всіх серіях, режисер епізодів 2.01 і 3.01                                                    |
| 2020           | Ваша честь                                                    | Суддя Майкл Десіато                                | Головний герой у всіх серіях                                                                                  |

## Нагороди й номінації
| Нагорода                               | Рік  | Категорія                                                                  | Робота                  | Результат |
| -------------------------------------- | ---- | -------------------------------------------------------------------------- | ----------------------- | --------- |
| Оскар                                  | 2016 | Найкраща чоловіча роль                                                     | Трамбо                  | Номінація |
| БАФТА                                  | 2016 | Найкраща чоловіча роль                                                     | Трамбо                  | Номінація |
| Золотий глобус                         | 2003 | Найкраща чоловіча роль другого плану в серіалі, мінісеріалі або телефільмі | Малкольм у центрі уваги | Номінація |
| Золотий глобус                         | 2011 | Найкраща чоловіча роль у телесеріалі — драма                               | Пуститися берега        | Номінація |
| Золотий глобус                         | 2012 | Найкраща чоловіча роль у телесеріалі — драма                               | Пуститися берега        | Номінація |
| Золотий глобус                         | 2013 | Найкраща чоловіча роль у телесеріалі — драма                               | Пуститися берега        | Номінація |
| Золотий глобус                         | 2014 | Найкраща чоловіча роль у телесеріалі — драма                               | Пуститися берега        | Перемога  |
| Золотий глобус                         | 2016 | Найкраща чоловіча роль — драма                                             | Трамбо                  | Номінація |
| Золотий глобус                         | 2017 | Найкраща чоловіча роль у мінісеріалі або телефільмі                        | До самого кінця         | Номінація |
| Золотий глобус                         | 2021 | Найкраща чоловіча роль у мінісеріалі або телефільмі                        | Ваша честь              | Номінація |
| Еммі                                   | 2002 | Найкраща чоловіча роль другого плану в комедійному телесеріалі             | Малкольм у центрі уваги | Номінація |
| Еммі                                   | 2003 | Найкраща чоловіча роль другого плану в комедійному телесеріалі             | Малкольм у центрі уваги | Номінація |
| Еммі                                   | 2006 | Найкраща чоловіча роль другого плану в комедійному телесеріалі             | Малкольм у центрі уваги | Номінація |
| Еммі                                   | 2008 | Найкраща чоловіча роль у драматичному телесеріалі                          | Пуститися берега        | Перемога  |
| Еммі                                   | 2009 | Найкраща чоловіча роль у драматичному телесеріалі                          | Пуститися берега        | Перемога  |
| Еммі                                   | 2010 | Найкраща чоловіча роль у драматичному телесеріалі                          | Пуститися берега        | Перемога  |
| Еммі                                   | 2012 | Найкращий драматичний телесеріал                                           | Пуститися берега        | Номінація |
| Еммі                                   | 2012 | Найкраща чоловіча роль у драматичному телесеріалі                          | Пуститися берега        | Номінація |
| Еммі                                   | 2013 | Найкращий драматичний телесеріал                                           | Пуститися берега        | Перемога  |
| Еммі                                   | 2013 | Найкраща чоловіча роль у драматичному телесеріалі                          | Пуститися берега        | Номінація |
| Еммі                                   | 2014 | Найкращий драматичний телесеріал                                           | Пуститися берега        | Перемога  |
| Еммі                                   | 2014 | Найкраща чоловіча роль у драматичному телесеріалі                          | Пуститися берега        | Перемога  |
| Еммі                                   | 2016 | Найкращий телефільм                                                        | До самого кінця         | Номінація |
| Еммі                                   | 2016 | Найкраща чоловіча роль у мінісеріалі або телефільмі                        | До самого кінця         | Номінація |
| Премія Гільдії кіноакторів США         | 2010 | Найкраща чоловіча роль у драматичному серіалі                              | Пуститися берега        | Номінація |
| Премія Гільдії кіноакторів США         | 2011 | Найкраща чоловіча роль у драматичному серіалі                              | Пуститися берега        | Номінація |
| Премія Гільдії кіноакторів США         | 2012 | Найкраща чоловіча роль у драматичному серіалі                              | Пуститися берега        | Номінація |
| Премія Гільдії кіноакторів США         | 2012 | Найкращий акторський склад у драматичному серіалі                          | Пуститися берега        | Номінація |
| Премія Гільдії кіноакторів США         | 2013 | Найкращий акторський склад у драматичному серіалі                          | Пуститися берега        | Номінація |
| Премія Гільдії кіноакторів США         | 2013 | Найкраща чоловіча роль у драматичному серіалі                              | Пуститися берега        | Перемога  |
| Премія Гільдії кіноакторів США         | 2013 | Найкращий акторський склад в ігровому фільмі                               | Арго                    | Номінація |
| Премія Гільдії кіноакторів США         | 2014 | Найкраща чоловіча роль у драматичному серіалі                              | Пуститися берега        | Перемога  |
| Премія Гільдії кіноакторів США         | 2014 | Найкращий акторський склад у драматичному серіалі                          | Пуститися берега        | Перемога  |
| Премія Гільдії кіноакторів США         | 2016 | Найкраща чоловіча роль                                                     | Трамбо                  | Номінація |
| Премія Гільдії кіноакторів США         | 2016 | Найкращий акторський склад в ігровому фільмі                               | Трамбо                  | Номінація |
| Премія Гільдії кіноакторів США         | 2017 | Найкраща чоловіча роль у мінісеріалі або телефільмі                        | До самого кінця         | Перемога  |
| Супутник                               | 2004 | Найкраща чоловіча роль у телесеріалі — комедія або мюзикл                  | Малкольм у центрі уваги | Номінація |
| Супутник                               | 2008 | Найкраща чоловіча роль у телесеріалі — драма                               | Пуститися берега        | Перемога  |
| Супутник                               | 2009 | Найкраща чоловіча роль у телесеріалі — драма                               | Пуститися берега        | Перемога  |
| Супутник                               | 2010 | Найкраща чоловіча роль у телесеріалі — драма                               | Пуститися берега        | Перемога  |
| Супутник                               | 2011 | Найкраща чоловіча роль у телесеріалі — драма                               | Пуститися берега        | Номінація |
| Супутник                               | 2012 | Найкраща чоловіча роль у телесеріалі — драма                               | Пуститися берега        | Номінація |
| Супутник                               | 2014 | Найкраща чоловіча роль у телесеріалі — драма                               | Пуститися берега        | Перемога  |
| Супутник                               | 2017 | Найкраща чоловіча роль у мінісеріалі або телефільмі                        | До самого кінця         | Перемога  |
| Супутник                               | 2021 | Найкраща чоловіча роль у мінісеріалі або телефільмі                        | Ваша честь              | Номінація |
| Кінопремія «Вибір критиків»            | 2016 | Найкраща чоловіча роль                                                     | Трамбо                  | Номінація |
| Вибір телевізійних критиків            | 2012 | Найкраща чоловіча роль у драматичному телесеріалі                          | Пуститися берега        | Перемога  |
| Вибір телевізійних критиків            | 2013 | Найкраща чоловіча роль у драматичному телесеріалі                          | Пуститися берега        | Перемога  |
| Вибір телевізійних критиків            | 2014 | Найкраща чоловіча роль у драматичному телесеріалі                          | Пуститися берега        | Номінація |
| Премія Асоціації телевізійних критиків | 2001 | Індивідуальні досягнення в комедії                                         | Малкольм у центрі уваги | Номінація |
| Премія Асоціації телевізійних критиків | 2009 | Індивідуальні досягнення в драмі                                           | Пуститися берега        | Перемога  |
| Премія Асоціації телевізійних критиків | 2010 | Індивідуальні досягнення в драмі                                           | Пуститися берега        | Номінація |
| Премія Асоціації телевізійних критиків | 2012 | Індивідуальні досягнення в драмі                                           | Пуститися берега        | Номінація |
| Премія Асоціації телевізійних критиків | 2013 | Індивідуальні досягнення в драмі                                           | Пуститися берега        | Номінація |
| Премія Асоціації телевізійних критиків | 2014 | Індивідуальні досягнення в драмі                                           | Пуститися берега        | Номінація |
| Премія Асоціації телевізійних критиків | 2016 | Індивідуальні досягнення в драмі                                           | До самого кінця         | Номінація |
| Тоні                                   | 2014 | Найкраща чоловіча роль у п'єсі                                             | До самого кінця         | Перемога  |
| Тоні                                   | 2016 | Найкраща чоловіча роль у п'єсі                                             | Соціальна мережа        | Перемога  |